# 山地单蛛
山地单蛛（学名：Haplodrassus montanus）为平腹蛛科单蛛属的动物。分布于日本、朝鲜以及中国大陆的辽宁等地，多栖息于草丛以及落叶层。该物种的模式产地在朝鲜。